# Open Shortest Path First
Open Shortest Path First (OSPF) is een open en dynamisch routeringsprotocol dat routers in staat stelt om het IP-verkeer naar de eindbestemming te sturen. RFC 2328 beschrijft versie 2 van het protocol voor IPv4. RFC 5340 beschrijft OSPF versie 3 voor IPv6. Dit gebeurt door de verschillen met OSPF versie 2 aan te geven.

## Werking
OSPF is een opvolger van RIP; de schaalbaarheid van RIP bleek onvoldoende in grotere netwerken. Een OSPF-router geeft regelmatig aan wat de status van haar interfaces is en, wat een verbinding "kost". Dit wordt berekend op basis van bandbreedte. Op basis van een kortstepad-algoritme, bijvoorbeeld dat van Edsger Dijkstra, wordt bepaald hoe een IP-pakket verstuurd moet worden.
OSPF is net als IS-IS een link-state-protocol.
OSPF-routers communiceren met elkaar door middel van OSPF-pakketten. Deze pakketten hebben een eigen IP-protocolnummer (net als bijvoorbeeld TCP) en zijn dus niet afhankelijk van een hogere netwerklaag. Het initiële contact wordt gelegd door middel van multicastpakketten. Nadat de OSPF-routers elkaar ontdekt hebben zullen ze 1-op-1 verder communiceren en elkaars link-state-database met elkaar uitwisselen. Hierbij is een van de routers de "master", de andere de "slave".
Op een broadcast-netwerk (zoals ethernet) zullen meerdere OSPF-routers een DR (designated router) en een BDR (backup designated router) kiezen. Alle non-DR routers zullen dan onderling geen link-state database uitwisselen, maar alleen met de DR en BDR. Op een point-to-pointnetwerk (zoals STM) zijn geen DR's.